# Línea Gibraleón-Ayamonte
La línea Gibraleón-Ayamonte, también denominada como la línea Huelva-Ayamonte, fue una línea férrea española de ancho ibérico y 49 kilómetros de longitud que llegó a funcionar en la provincia de Huelva. El trazado estuvo operativo entre 1936 y 1987, cubriendo la costa occidental onubense.
Los orígenes de la línea se retrotraen a finales del siglo XIX, cuando se planteó su posible construcción. Durante las siguientes décadas hubo varios proyectos e incluso se llegaron a iniciar las obras, pero diversas eventualidades retrasaron su materialización. El ferrocarril entró en servicio en 1936, poco después del estallido de la Guerra Civil, y durante sus primeros años de existencia llegó a tener un tráfico muy activo. Sin embargo, el trazado nunca tuvo continuidad en el territorio luso, lo que limitó seriamente sus capacidades. Durante la década de 1980 la línea atravesó un profundo declive marcado por la falta de inversiones, el escaso mantenimiento de sus infraestructuras y un tráfico muy reducido. En 1987 se decretó su clausura, siendo desmantelada con posterioridad. 
En su inicio el trazado se desgajaba de la línea Huelva-Zafra a la altura de Gibraleón y continuaba su trayecto hasta alcanzar Ayamonte, junto a la frontera lusa, atravesando municipios como Aljaraque, Cartaya, Lepe o Isla Cristina. En la actualidad por su antiguo trazado transita la llamada «Vía verde Litoral».

## Historia

### Orígenes y construcción
Ya en una fecha tan temprana como 1893 se planteó la construcción de una línea férrea que uniera Ayamonte con Huelva, proyecto en el que algunos municipios de la zona se mostraron interesados dada la total ausencia de conexiones ferroviarias. Con posterioridad, la compañía MZA —que ya poseía una línea que unía Sevilla y Huelva— mostró interés por esta posibilidad, realizando estudios de cara a emprender las obras de construcción. Originalmente, el ferrocarril estaba concebido para el transporte conservero, desde los puertos de origen, fundamentalmente desde el puerto de Isla Cristina, del mismo modo que el ferrocarril de la uva se encargaba de lo mismo en Jerez de la Frontera. No obstante, este proyecto diferiría sensiblemente del ferrocarril que se acabaría construyendo.
En agosto de 1913 el Ministerio de Fomento realizó una subasta para licitar las obras de la futura línea, siendo la adjudicataria la Sociedad Española de Ferrocarriles Secundarios (SEFS). Esta empresa, a su vez, crearía la «Compañía del Ferrocarril de Huelva a Ayamonte» para que esta asumiera la construcción y explotación de la línea. Las obras comenzaron a finales de ese año y avanzaron a buen ritmo, pero el estallido en agosto de 1914 de la Primera Guerra Mundial supuso una paralización de los trabajos por falta de capitales. Tras largos años de letargo y batallas judiciales, durante la dictadura de Primo de Rivera las obras pasaron a ser continuadas por el organismo de Explotación de Ferrocarriles por el Estado. La construcción continuó más allá de 1931, tras la proclamación de la Segunda República.

### Explotación
La línea entró en servicio en agosto de 1936, poco después del estallido de la Guerra Civil, siendo puesta en marcha por los militares del Bando sublevado. La explotación de la línea sería enconmendada a MZA y a la Compañía del Ferrocarril de Zafra a Huelva. A partir del 1 de agosto de 1940 la línea fue abierta al tráfico de pasajeros, ya que hasta entonces solo lo había estado para mercancías. En 1941, tras la nacionalización ferroviaria, el trazado pasó a integrarse en la red de RENFE. Tras el estallido de la guerra civil española los planes originales para esta línea férrea cambiaron, apostándose entonces por el transporte de armamento desde la frontera portuguesa hacia el interior de la península por las tropas franquistas. Uno de los vestigios de los planes para llevar el ferrocarril hasta Isla Cristina era el puente sobre la ría Carreras, para llegar hasta el puerto isleño, diseñado exclusivamente como puente ferroviario y que posteriormente sería usado como puente para el tráfico rodado de un solo carril de circulación, siendo hasta 1978 el único que unía la ciudad por el norte.
El trazado de la línea era muy llano, con muy poca pendiente y con pocas curvas cerradas, favorecido por la orografía presente en la zona. Algunas de sus construcciones más singulares fueron el puente sobre el río Piedras, entre Lepe y Cartaya, una típica construcción en acero al estilo de las que se hacían a finales del XIX, y el puente metálico que pemite cruzar el río Odiel, situado justo a la salida de Gibraleón.

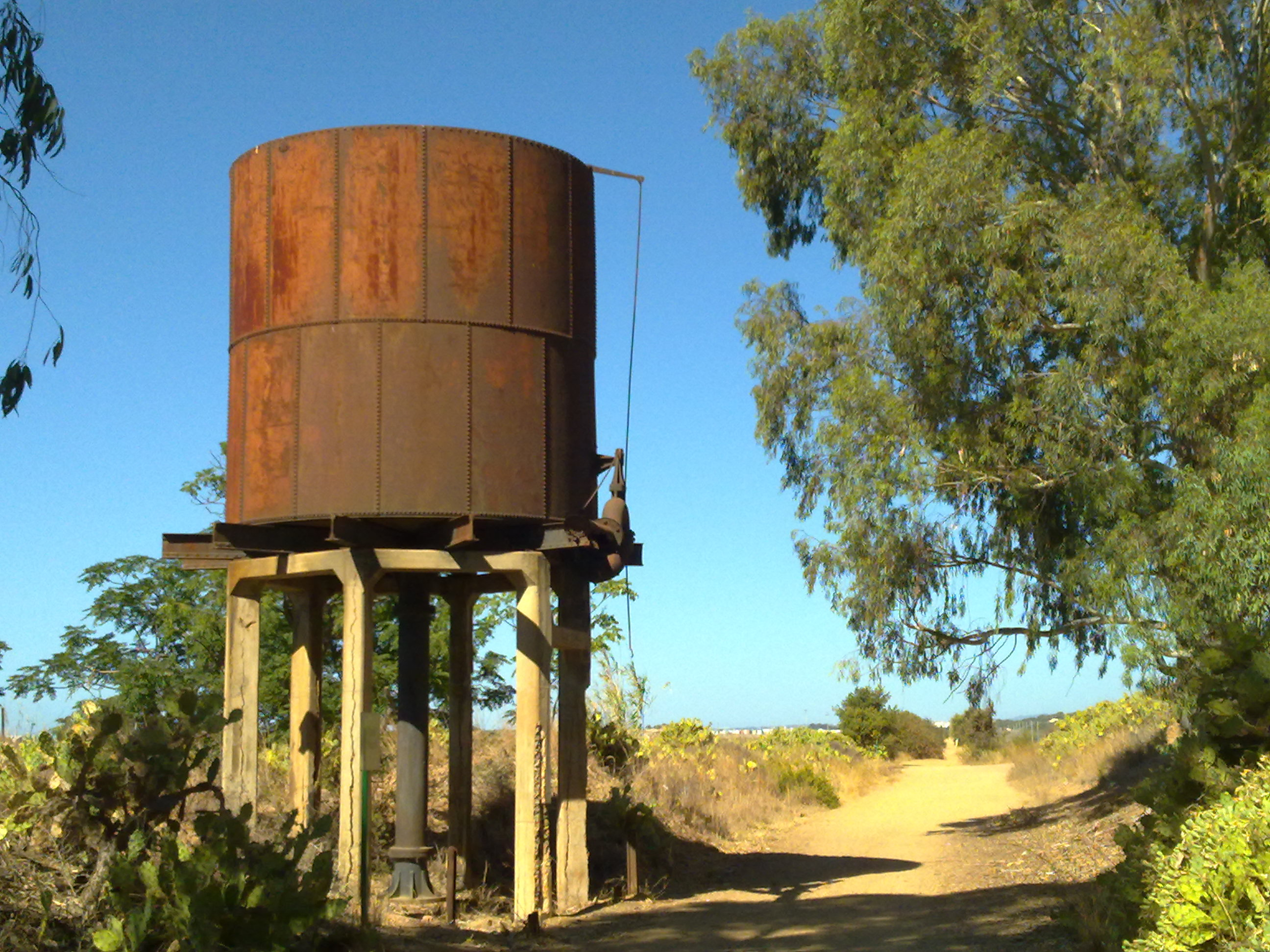
Antiguo depósito de agua a la salida de la estación de Isla Cristina.

RENFE construiría, en 1981, un enlace de la línea Gibraleón-Ayamonte con el ferrocarril de Tharsis. Este ramal partía desde el apeadero de La Mezquita y llegaba hasta la estación de Corrales, donde se realizaban las labores de clasificación de los trenes mineros. Para ello, RENFE añadió un tercer carril a la vía original —que tenía un ancho de 1220 mm—, lo que permitía a los trenes de ancho ibérico (1668 mm) llegar hasta las instalaciones de Corrales.
A partir de la década de 1960, cuando se comienza a generalizar el autobús y el vehículo privado, el ferrocarril empezó a perder pasajeros. Aunque en los años 1980 la población servida entre Gibraleón y Ayamonte alcanzaba los 60.000 habitantes, la línea resulta deficitaria, debiendo la Junta de Andalucía cubrir los costes de explotación para mantenerlo en servicio. La crónica falta de mantenimiento e inversiones hicieron que el ferrocarril perdiera competitividad. En general, la poca frecuencia de paso, la lentitud, la distancia de algunas de sus paradas a la localidad que presta servicio, entre otros factores, desencadenarían que se acabara optando por cerrar la línea al tráfico. 
El último tren que circuló por la línea lo hizo el 26 de septiembre de 1987, tras lo cual fue clausurada.

### Clausura y desmantelamiento
Algunos años después del cierre de la línea se inició el desmantelamiento del carril. A comienzos de la década de 1990 se hicieron diversas propuestas encaminadas a su posible reapertura y mejora de las infraestructuras, pero esta posibilidad no se llegó a materializar. Se da la circunstancia de que en aquel momento buena parte de las vías ya se encontraban levantadas, mientras que algunas áreas del carril habían sido incluso urbanizadas. Aunque la mayor parte de la línea quedó cerrada a la circulación de trenes en 1987, el trazado comprendido entre las estaciones de Gibraleón y Corrales —a través del ramal construido en 1981— se mantuvo en servicio para el tráfico de mercancías durante algunos años más, hasta 1991. Esta sección fue clausurada definitivamente en 1999.

## La línea en la actualidad:Vía verde Litoral

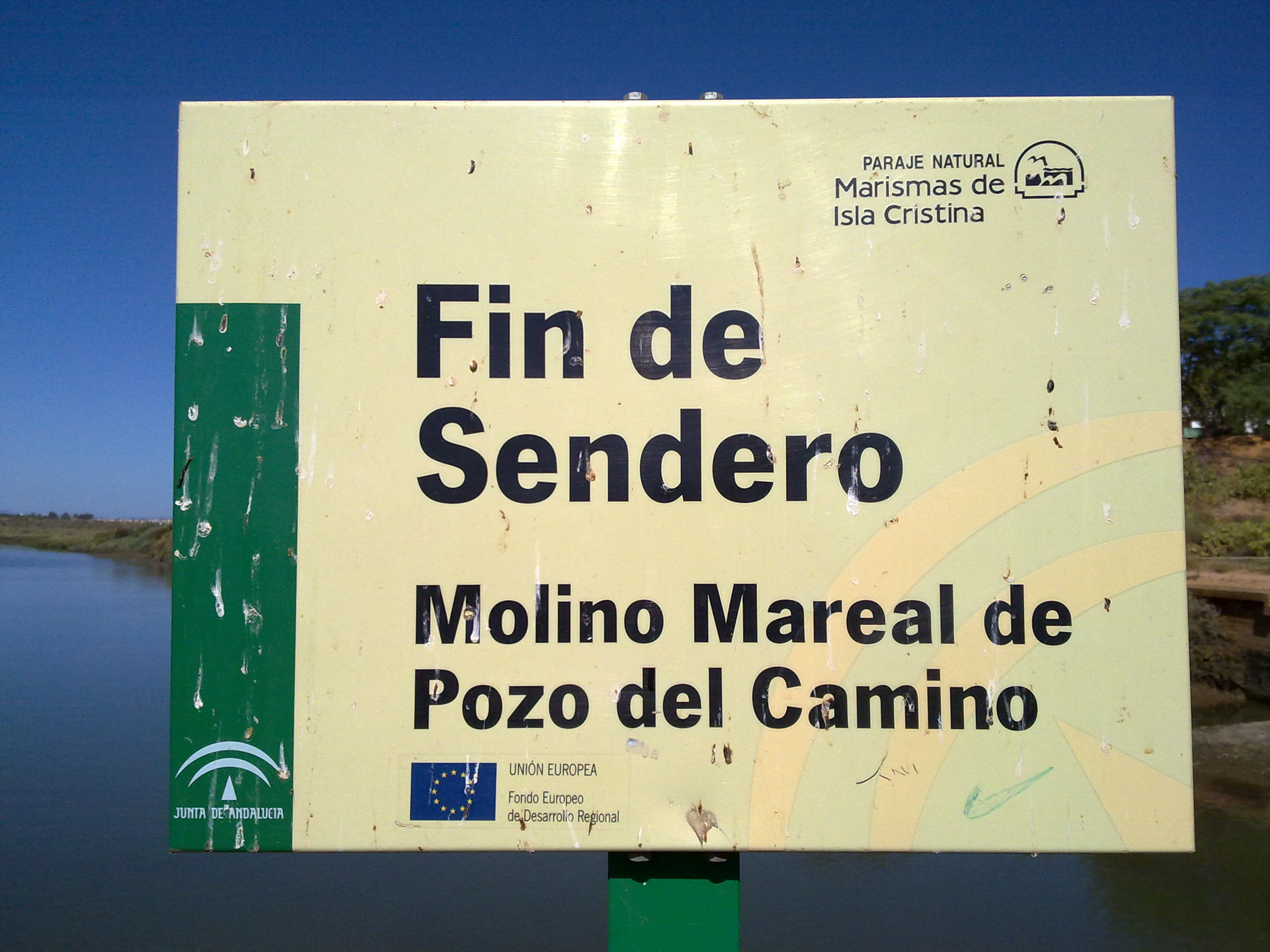
Fin de uno de los itinerarios del sendero en la zona del Molino de El Pintado.

Tras entrar en desuso, se usaron las traviesas para construir caminos forestales (caminos verdes), paseos marítimos (paseo litoral de Isla Cristina) e incluso cerramientos de fincas (estación de autobuses de Ayamonte), aprovechándose el metal de la vía para nuevas fundiciones. En los años 1990 se comienza a rehabilitar el recorrido para adecuarlo como vía verde, sin embargo, la empresa sería imposible de mantener una vez concluida satisfactoriamente y entraría nuevamente en abandono a los pocos años.
Algunas de las estaciones a su paso recibieron otros usos; en Ayamonte se convertiría en la nueva estación de autobuses; en Lepe la zona de vías se convertiría en un parque urbano y la estación en bar de copas; la de Isla Cristina en un centro Social; la de La Redondela, en instalaciones deportivas; la de Cartaya, en una estación de servicio para su Centro de Transporte de Mercancías. Otras, sin embargo, caerían en desuso, como fue el caso del alejado apeadero de Aljaraque. El trazado de la antigua línea es usado aún como vía verde, aunque sin fondos para su mantenimiento. Se conoce como la Vía Verde Litoral, con un carril-bici habilitado en un lateral del antiguo trazado, si bien su estado de conservación no permite una circulación estable.

## Planes futuros
Debido al aumento de población, tender una línea entre los municipios más poblados de la provincia, situados justamente entre la capital y la frontera, y aprovechar además su empuje turístico y de demanda de transporte, sería en principio suficiente para implantar de nuevo, con un trazado más razonable, una línea de ferrocarril en esta zona. La población actual entre los municipios originales del trazado estaría en 2012 en los 121.160 (Aljaraque, Ayamonte, Cartaya, Gibraleón, Isla Cristina y Lepe), sin embargo, núcleos próximos a la línea, como Islantilla, La Antilla, Isla Canela e incluso Isla Cristina, albergan una población estival que supera en cada uno de ellos los 50.000 habitantes, con lo que sumado a la población de partida de la línea (Huelva, con unos 150.000 habitantes), ofrecería un servicio muy demandado.
La construcción proyectada de la nueva línea de alta velocidad (o velocidad alta, según sea el caso) que uniera la ciudad española de Huelva con la portuguesa de Faro, pasaría obligatoriamente por tender una línea por esta zona, y aunque no mantuviera el mismo trazado, sí sería necesario establecer al menos un puesto técnico de mantenimiento en la zona. Se ha apuntado la posibilidad de establecerlo en El Empalme, entre las ciudades de Ayamonte, Isla Cristina y Lepe, por ser casi equidistante entre las tres, y poder incluso de esta forma prestar servicio de pasajeros (con una población conjunta en invierno de algo más de 70.000 habitantes). De todas formas, en la coyuntura posterior a la crisis de 2008, las apuestas de los gobiernos español y portugués no pasan por crear más enlaces entre ambos países que los estrictamente necesarios.